# Arledge Armenaki
Arledge J. Armenaki (* 28. Dezember 1949 in Portland, Oregon) ist ein US-amerikanischer Kameramann und Hochschullehrer.

## Leben
Da Arledge J. Armenaki Sohn eines Piloten der United States Navy war, verbrachte er seine Kindheit unter anderem in Marokko und London, England. Schon früh begeisterte er sich für Fotografie, sodass er von 1973 bis 1976 am renommierten Brooks Institute of Photography studierte, wo er seinen Bachelor in Performing Arts erhielt. Nachdem er 1979 mit dem Blaxploitation-Film Helden der Nacht seine erste eigenverantwortliche Kameraarbeit zeigte, drehte er weiterhin Fernsehfilme und B-Movies wie Dennis – Der Quälgeist, Todesgrüße aus dem Jenseits und Witch Bitch – Tod aus dem Jenseits.
Seit 1995 war Armenaki Dozent für Kamera an unterschiedlichen Hochschulen, darunter von 1990 bis 1995 am Brooks Institute of Photography und von 1995 bis 2005 an der North Carolina School of the Arts. Seit 2005 ist er Assistenzprofessor für Kamera an der Western Carolina University.

## Filmografie (Auswahl)
- 1979: Helden der Nacht (Disco Godfather)
- 1985: Zeus – The Crime Killer (Crime Killer)
- 1987: Dennis – Der Quälgeist (Dennis the Menace)
- 1988: Todesgrüße aus dem Jenseits (Blackout)
- 1989: Crackhouse
- 1989: The Howling 5 – Das Tier kehrt zurück (Howling V: The Rebirth)
- 1990: Witch Bitch – Tod aus dem Jenseits (Death Spa)